# Czarny Mniszek

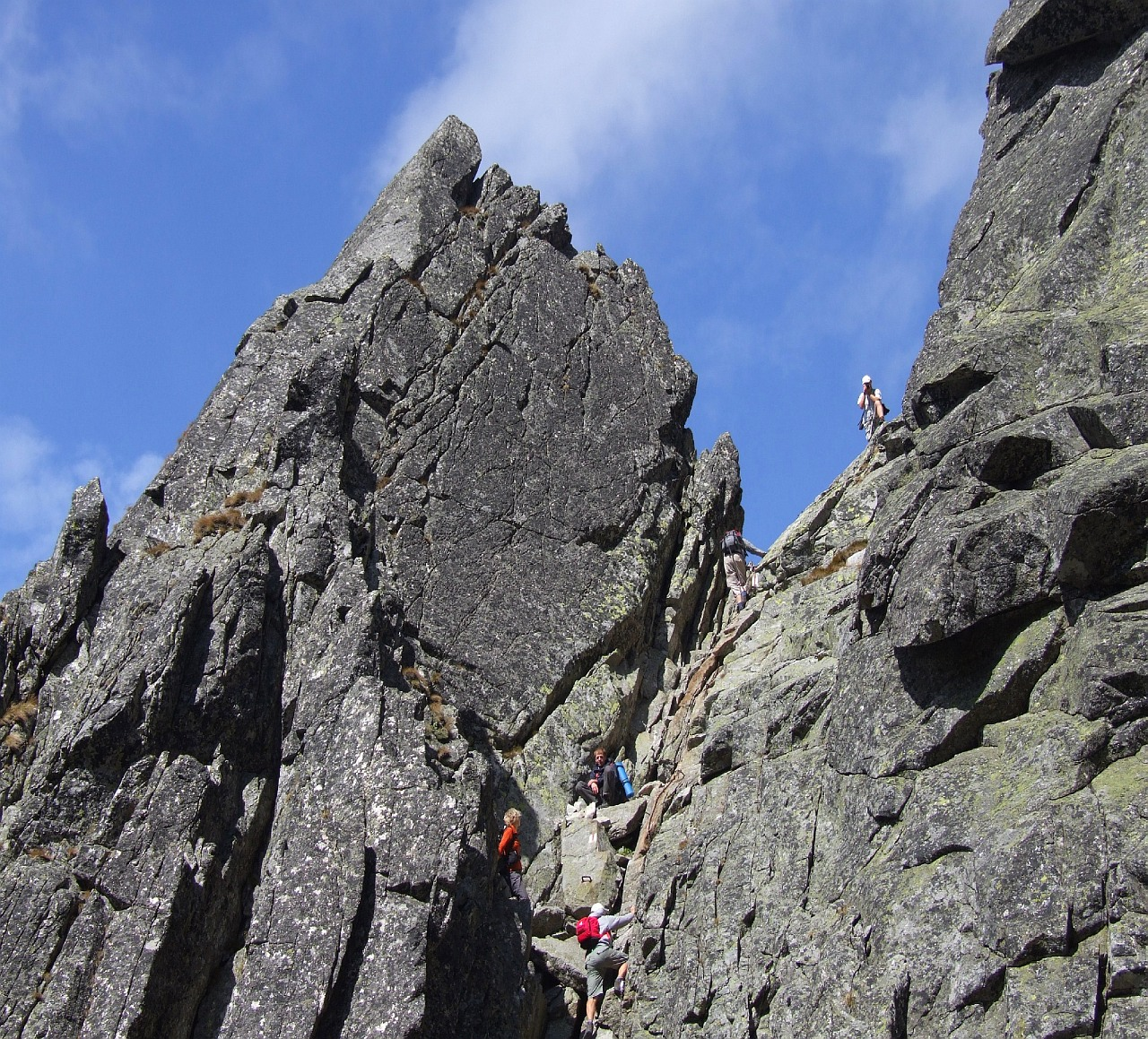
Czarny Mniszek

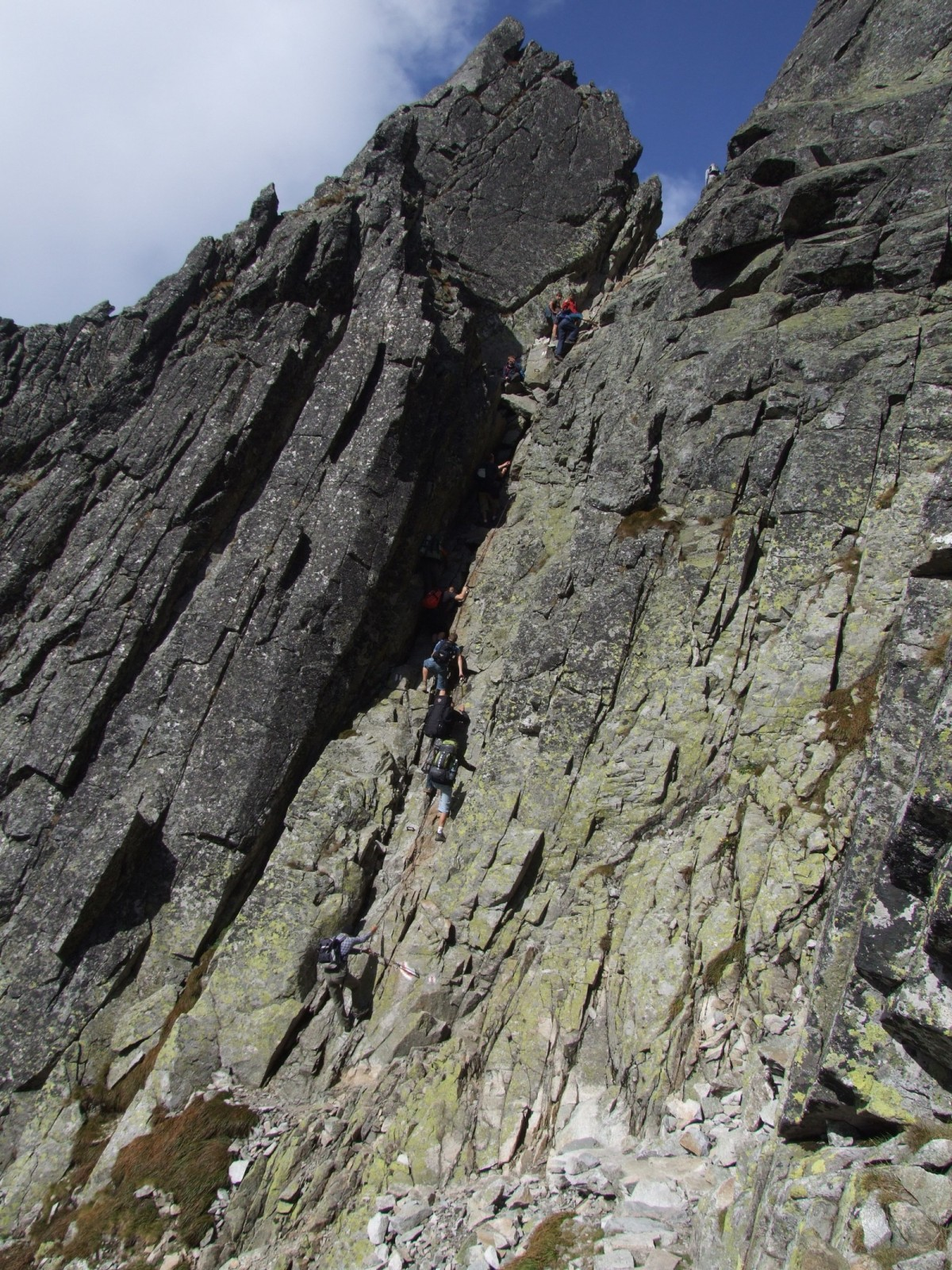
Czarny Mniszek i Kominek pod Czarnym Mniszkiem

Czarny Mniszek – turnia w masywie Czarnych Ścian w polskich Tatrach. Znajduje się po północnej stronie grani Czarnych Ścian, przy czerwonym szlaku turystycznym Orlej Perci. Wznosi się na wysokość 2178 m n.p.m. Szlak prowadzi po jej południowej stronie stromym, 20-metrowej wysokości kominem, zwanym Kominkiem pod Czarnym Mniszkiem. Przejście to ubezpieczone jest łańcuchem i klamrami, jest strome i wymaga pewnej sprawności fizycznej.

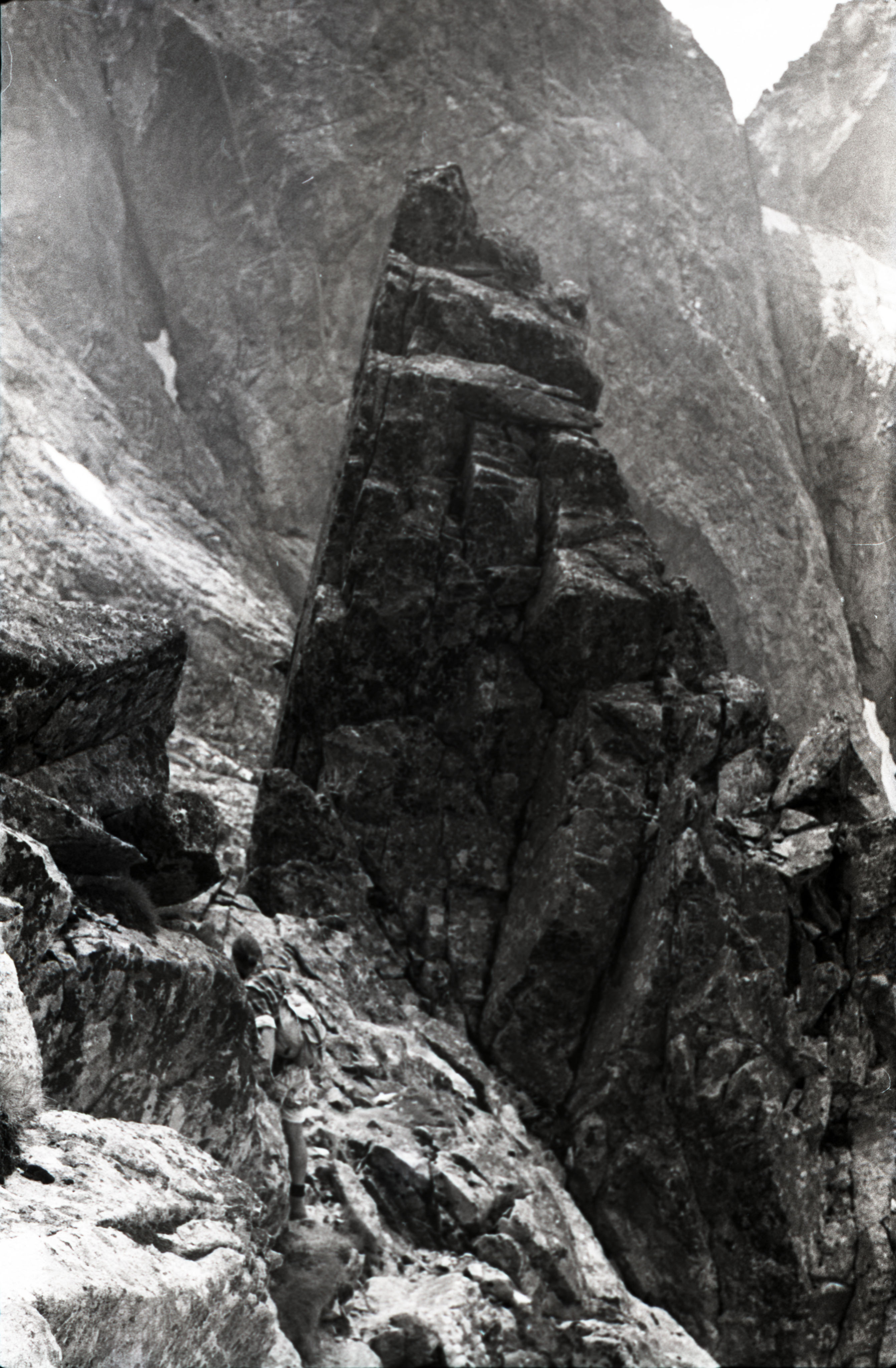
Czarny Mniszek – 1990 r.
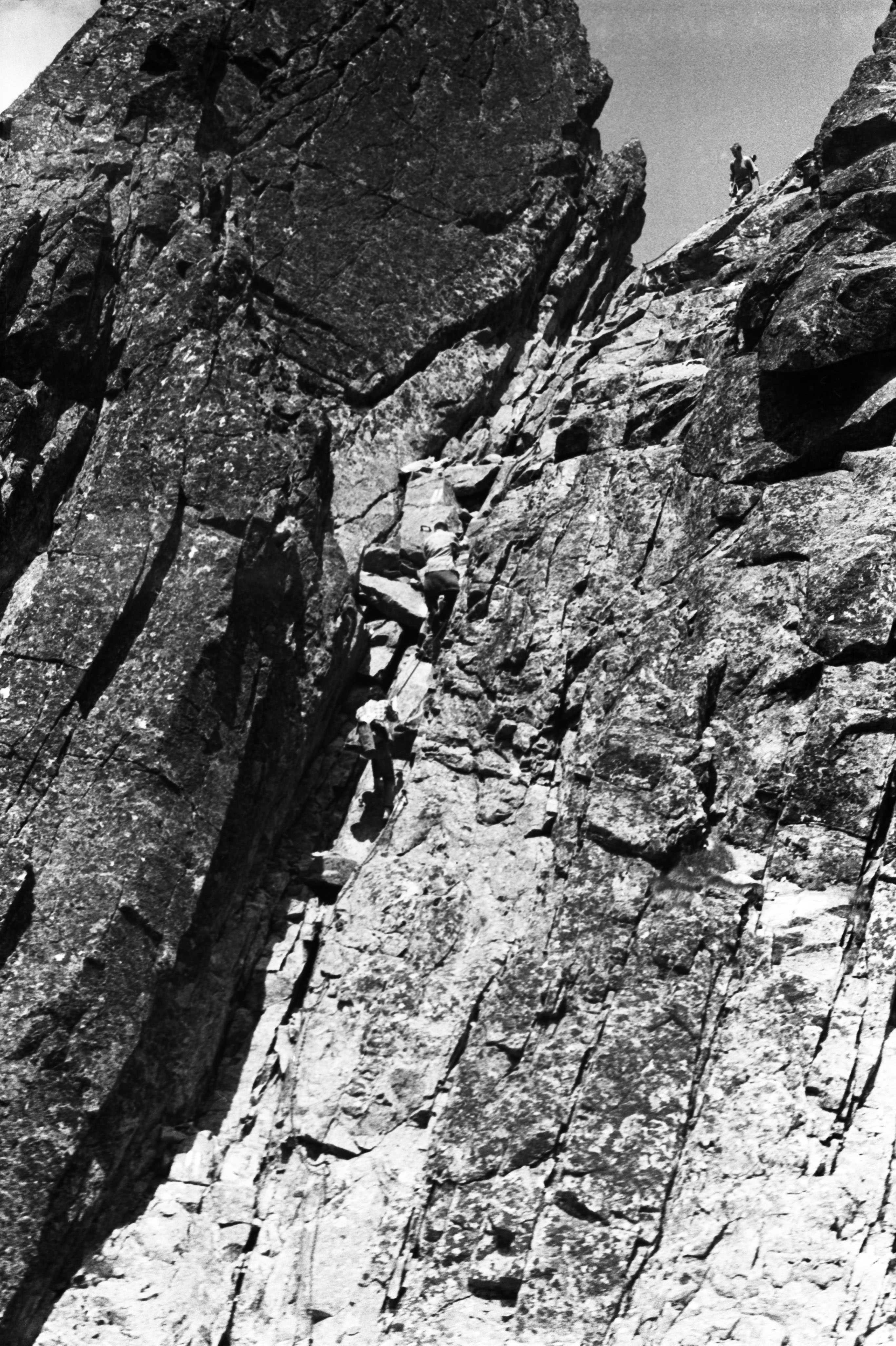
Kominek pod Czarnym Mniszkiem – 1990 r.